# Zenillia seniorwhitei
Zenillia seniorwhitei är en tvåvingeart som först beskrevs av Baranov 1938.  Zenillia seniorwhitei ingår i släktet Zenillia och familjen parasitflugor. Inga underarter finns listade i Catalogue of Life.